# Frank Feltscher
Frank Feltscher (ur. 17 maja 1988 w Bülach) – piłkarz wenezuelski pochodzenia szwajcarskiego, grający na pozycji ofensywnego napastnika. Od 2015 roku zawodnik cypryjskiego klubu AEL Limassol. W reprezentacji Wenezueli zadebiutował w 2011 roku. Do 1 sierpnia 2013 roku rozegrał w niej 13 meczów, w których zdobył 2 bramki.